# Clonia lalandei
Clonia lalandei är en insektsart som beskrevs av Henri Saussure 1888. Clonia lalandei ingår i släktet Clonia och familjen vårtbitare. Inga underarter finns listade i Catalogue of Life.